# لوزانی
لوزانی (به صربی: Lozanj) یک روستا در صربستان است که در Moravica District واقع شده‌است.
 طبق سرشماری سال ۲۰۰۲ لوزانی ۳۴۰ نفر جمعیت دارد .